# Histoire de la région autonome du Tibet
Cet article présente les faits saillants de l'histoire de la région autonome du Tibet ou Xizang.
Après le départ en exil du 14e dalaï-lama, le gouvernement tibétain est remplacé, en avril 1959, par le Comité préparatoire pour l'établissement de la région autonome du Tibet, désormais présidé par le 10e panchen-lama. Ce comité adopte la résolution sur les réformes démocratiques, lesquelles sont achevées dans les zones agricoles le 3 janvier 1961. La région autonome du Tibet est créée le 1er septembre 1965.
En 1966 éclate la révolution culturelle, au cours de laquelle le système monastique est détruit. Elle prend fin en 1976, lorsque l'armée rétablit l'ordre.

## Cadre géographique
La région autonome du Tibet est un ensemble administratif créé en 1965 et couvrant quelque 1,2 million de kilomètres carrés
. Cette zone administrative est désignée sous le nom de « Tibet » par le gouvernement de la Chine et la plupart des médias occidentaux. Elle contient approximativement l'Ü-Tsang et la moitié ouest du Kham, deux des trois anciennes provinces (avec l'Amdo) du « Tibet historique ». Ses limites coïncident à peu près avec celles du territoire gouverné indépendamment de la Chine de 1912 à 1951 et administré par le gouvernement tibétain jusqu'en 1959. Les subdivisions administratives autonomes tibétaines de la République populaire de Chine existant à la périphérie orientale et méridionale de la région autonome du Tibet, font partie administrativement des provinces limitrophes du Qinghai, du Sichuan, du Gansu et du Yunnan.

## De la fin du gouvernement du Ganden Phodrang (1959) à la création de la région autonome du Tibet (1965)
Après l'intervention de l'armée populaire de libération au Tibet en 1951, la structure théocratique du gouvernement, l'organisation monastique et les formes traditionnelles de propriété foncière étaient restés inchangées pendant un certain temps.

### Remplacement du gouvernement tibétain par le comité préparatoire
Après le départ en exil du 14e dalaï-lama, qui, depuis avril 1956, était président du comité préparatoire pour l'établissement de la région autonome du Tibet, le premier ministre Zhou Enlai prend le 28 avril 1959 un arrêté proclamant la dissolution du gouvernement tibétain de l'époque – qui était resté en place même après l'arrivée de l'Armée populaire de libération (APL) – et son remplacement par le comité préparatoire. Il demande à l'APL de mettre fin à la « rébellion » et établit une liste de traîtres comprenant le dalaï-lama et le seizième Karmapa en la personne de Rangjung Rigpe Dorje. Le 10e panchen-lama, jusque-là vice-président du Comité préparatoire, assume dès lors les fonctions de président, et Ngabo Ngawang Jigme sera vice-président et secrétaire général du comité.

### Les réformes démocratiques
Lors de sa deuxième session plénière du 28 juin au 17 juillet 1959, le Comité préparatoire adopte la résolution sur les réformes démocratiques. Du 20 au 27 décembre 1959, le CPPCC établit son Comité du Tibet. Tan Guansan en devient le président et huit Tibétains, dont Gardain Triba Tubdain Gonggar, en deviennent vice-présidents. La Fédération des femmes du Tibet est établie le 15 juin 1960, avec pour présidente Ngabo Tseten Dolkar (la femme de Ngapo Ngawang Jigmé), et pour vice-présidents Yang Gang, Huang Jingho et Nazin. 
En mai 1959, le gouvernement central approuve les réformes démocratiques. Elles se dérouleront en deux étapes selon une résolution adoptée par le Comité préparatoire de la région autonome du Tibet le 17 juillet 1959 à Lhassa après avoir été votée à l'Assemblée nationale populaire à Pékin le 28 avril 1959,. :
- la première se focalisera sur la suppression de la corvée obligatoire (ulag) et de l'esclavage, ainsi que la réduction des loyers et des intérêts des prêts ;

- la deuxième se concentrera sur la distribution des terres,

le but visé étant la disparition du système féodal. 
Les propriétaires de grands domaines n'ayant pas participé à la révolte voient leurs propriétés rachetées par l'État (soit 50 000 hectares), ceux ayant soutenu la rébellion sont expropriés. Il en va de même des domaines du gouvernement local.
Au 3 janvier 1961, les réformes démocratiques sont achevées dans les zones agricoles, affectant en tout 810 000 habitants. Dans le cadre de la redistribution des domaines des classes supérieures aux paysans sans terre, 200 000 titres de propriétés auraient été remis à d’anciens serfs,. La réforme a porté sur 187 000 hectares, soit apparemment toute la terre cultivable du pays.
Dans les régions pastorales, la réforme n’a pas été aussi poussée. Fin novembre 1960, elle n’avait concerné que 260 000 individus sur une population pastorale estimée à 390 000 personnes. Si les troupeaux des grands propriétaires rebelles furent confisqués, ceux des non rebelles furent conservés sans qu’il y ait partage entre les pâtres dépendant de ces propriétaires.
Pour Gilles van Grasdorff, en fait de « réformes démocratiques », les Chinois confisquaient les terres et le matériel agricole qu'ils redistribuaient aux classes défavorisés, arrêtant simultanément nombre d'« ennemis du peuple », des propriétaires et des riches, qui disparurent ou furent exécutés sans procès.

### Fin de la révolte armée
En mars 1963, la zone militaire du Tibet annonce l'arrêt définitif de la révolte armée.
Le panchem-lama adresse à Mao Zedong en 1962 sa pétition en 70 000 caractères puis apporte son soutien au dalaï-lama en 1964. Le panchen-lama est à son tour démis de la présidence du comité, placé en résidence surveillée et remplacé par Ngabo Ngawang Jigme en décembre 1964.

### Création de la région autonome du Tibet
La Région autonome du Tibet est créée et officiellement inaugurée le 1er septembre 1965,. Le 2 septembre, Zhang Guohua, 1er secrétaire du PCC de la région autonome du Tibet fit un rapport ayant pour intitulé « Lutter de tous nos forces pour remporter la grande victoire socialiste et construire un nouveau Tibet sous la direction du drapeau rouge de la pensée Mao Zedong ». Zhang Guohua indiqua que la création de la région autonome du Tibet marquait l'entrée du Tibet dans une époque novatrice  « celle de la révolution, de la construction et des réformes socialistes ». Quelques mois plus tard débute la révolution culturelle.

## La révolution culturelle (1966-1976)
En 1966 Mao Zedong engage dans l'ensemble de la Chine la révolution culturelle. L'objectif est de « créer le neuf en abattant le vieux ». Toute pratique religieuse est interdite non seulement au Tibet mais dans le reste de la Chine. 

### Scission des gardes rouges: l'«Alliance» contre les «Rebelles»
Selon Melvyn C. Goldstein, à  Lhassa, en 1968, les partisans de Mao et de ses mots d’ordre se divisent en deux factions antagonistes. Une faction, « l’Alliance » (Nyamdre), regroupe les partisans des autorités locales de l’époque, sous prétexte que la situation au Tibet nécessite un traitement particulier. La 2e faction, « les Rebelles » (Gyenlo ), créée à l’instigation de gardes rouges itinérants venus de l’intérieur du pays, ressent la nécessité de lutter contre certains responsables, conformément à la déclaration de Mao selon laquelle « la bourgeoisie s’était infiltrée dans les rouages du parti, du gouvernement, de l’armée et des cercles culturels ». Une 3e force, l’armée populaire de libération, reste en dehors de cette lutte de factions. 
Le temple de Jokhang est l'une des deux bases des gardes-rouges de la faction Gyenlo. En juin 1968,  l'armée populaire de libération sort de sa réserve et attaque cette forteresse, ce qui se traduit par la mort de 12 militants Gyenlo et de deux soldats.

### L'«Incident de Nyemo» (1969)

#### Les «gardes rouges bouddhistes» (Goldstein et al.)
Selon  Melvyn Goldstein, Ben Jiao, et Tanzen Lhundrup, après leur éviction de Lhassa, les militants Gyenlo se rabattent sur la région de Nyemo, entre Lhassa et Shigatse, où ils trouvent un appui en exploitant le mécontentement des paysans contre les impôts sur les récoltes de céréales et en préconisant le démantèlement des communes populaires, tout cela sous le manteau de la terminologie communiste de la lutte contre la ligne capitaliste réactionnaire.
À Nyemo, une ancienne nonne, Trinley Chödrön, rejoint la faction Gyenlo. Elle déclare être habitée par la déesse Ani Gongmey Gyemo, l'instructrice du roi Gesar dans l'épopée de ce nom, après avoir subi le rituel d'« ouverture des portes des veines », tout en se qualifiant aussi de « bras droit du président Mao ». Si elle est mue par la volonté de reconstituer les monastères, pour les chefs de la faction Gyenlo, elle n'est qu'un moyen pour gagner davantage de gens à leur cause. Les forces Gyenlo à Nyemo prennent le nom officieux d'« armée des dieux de Gyenlo », et celui, officiel, de « quartier général des paysans et des pasteurs ». Bientôt entourée d'une trentaine de « héros-guerriers » prétendant être possédés par des héros de l'épopée du roi Gésar, Trinley Chödrön  en vient à être considérée comme la déesse Ani Gongmey Gyemo elle-même. En juin 1969, en l'espace de trois semaines, une trentaine de personnes sont mutilées (par section des mains ou des jambes) ou tuées par les « héros-guerriers » suivant les consignes de Chödrön : des incrédules face à ses pouvoirs surnaturels, des opposants à l'ordre Gyenlo et des gens qui avaient causé du tort à la communauté monastique. Ces événements sont suivis du massacre d'une troupe de soldats non armés et de cadres dans le district de Bagor lors de l'anniversaire du « massacre de Jokhang ». Ce succès encourage l'« armée des dieux de Gyenlo » à s'en prendre à l'escadron militaire du comté. Mais là, malgré les khatas censées les protéger des balles, plusieurs des assaillants sont tués tandis que les autres battent en retraite, désillusionnés. À partir de ce moment, c'est la débandade, une partie des rebelles s'enfuit dans les montagnes pour éviter d'être pris par l'APL venue encercler leur quartier général. La nonne, qui s'est réfugiée dans une grotte, est capturée. 34 rebelles sont exécutés, 28 emprisonnés et 48 placés sous surveillance de la population. Ainsi prend fin ce que Melvyn Goldstein et al. appellent l'« incident de Nyemo » avec ses « gardes rouges bouddhistes ».

#### «Soulèvement nationaliste» (Riquier)
Pour Ann Riquier, lors d'une vague de soulèvement nationaliste tibétain, Trinley Choedon conduisit une rébellion de l'Est à l'Ouest du Tibet ayant rassemblé 30 000 personnes, avant d'être exécutée en public en 1969.

### Démantèlement de l'institution monastique
Mike Ely, dans The True Story of Maoist Revolution in Tibet, évoque l'existence, dans le peuple tibétain, d'un profond ressentiment contre les monastères de l'ancienne féodalité au moment de la Révolution culturelle.
Selon la revue Revolutionary Worker , les forteresses féodales qu'étaient les milliers de monastères furent vidées et démantelées lors d'un gigantesque mouvement de masse. Ce démantèlement, d'après tous les récits disponibles, fut l'œuvre quasi-exclusive des serfs tibétains eux-mêmes, conduits par des militants révolutionnaires. Les objets de culte, à l'exception de pièces de grande valeur historique, furent détruits en public pour briser les superstitions séculaires. Les matériaux de construction furent redistribués aux gens pour construire maisons et routes, et les forces armées révolutionnaires dynamitèrent souvent les vestiges. Tel fut le verdict de la Révolution culturelle sur les monastères et leur nature de classe : plus jamais ils ne vivraient des souffrances des masses. De ce point de vue, ce démantèlement fut non pas une « destruction insensée », un « génocide culturel » mais un acte politique conscient de libération du peuple.

### Destruction de la culture tibétaine
Comme les gardes rouges dans d'autres parties de la Chine, de nombreux Tibétains participèrent activement à la destruction de leurs temples et monastères au plus fort de la révolution culturelle.
Selon le gouvernement tibétain en exil, le Conservancy for Tibetan art et l'International Campaign for Tibet, cette destruction systématique de la culture tibétaine s'accompagne de la rééducation de ceux qui s'y opposent. Les 115 000 moines et nonnes sont tués, emprisonnés ou alors mariés de force et enrôlés dans les communes,,.
Le spécialiste du bouddhisme Frédéric Lenoir affirme qu'avec la destruction des monastères – il en restait une dizaine à la fin de la révolution culturelle – les maoïstes détruisent la culture tibétaine, dont les monastères étaient les centres et où l'enseignement était donné. Le dalaï-lama évoque alors un « génocide culturel » concernant le Tibet.

### Épilogue
À la fin des années 1960, lorsque la révolte tourne au chaos (excès, règlements de comptes, punitions arbitraires), désorganisant l'activité économique et faisant glisser le pays vers la guerre civile, Mao appelle l'armée à rétablir l'ordre avec l'appui de détachements ouvriers.
Selon Tsering Woeser, pendant la révolution culturelle le 7 avril 1971, Zhang Guohua est destitué de son poste de directeur du Comité révolutionnaire, de celui de chef d'équipe de la direction du parti et de celui de commandant en chef du secteur militaire tibétain. C'est Ren Rong qui assure la suppléance aux deux premiers postes. Le comité central nomma Chen Yiming au poste de commandant en chef du secteur militaire tibétain. Les Tibétains voulurent juger publiquement Zhang Guohua  mais le gouvernement cherchant à le protéger, le rapatria par avion à Pékin. Cela sera aussi le cas de Ngabo Ngawang Jigme.

## Les réformes économiques et la libéralisation du pouvoir (1977-1987)
Mao Zedong et Zhou Enlai décèdent en 1976. Deng Xiaoping arrive au pouvoir et décide de changer la logique économique et d'ouvrir la Chine à l'économie capitaliste, c'est le printemps de Pékin : au Tibet, les costumes traditionnels réapparaissent, les monastères sont reconstruits, les pèlerinages reprennent, la langue tibétaine reprend sa place, c'est ce que certains anthropologues appellent « revitalisation » ou d'autres « renaissance de la culture tibétaine ».
En 1979, Deng Xiaoping invite Gyalo Thondup, frère du dalaï-lama, à Pékin et lui indique qu'à part l'indépendance du Tibet, toutes les autres questions pourront être discutées et tous les problèmes résolus. Il propose que le dalaï-lama envoie des délégations d'enquête au Tibet afin d'observer les conditions de vie des habitants. Les autorités chinoises, qui pensent que les délégations seront impressionnées par les progrès réalisés et par la solidarité des Tibétains avec la nation chinoise, se retrouvent gênées quand les Tibétains manifestent leur joie et leur dévotion aux exilés en visite, en particulier au frère du dalaï-lama. Les délégations comprennent que les masses tibétaines sont toujours très attachées au dalaï-lama. 
En 1980, Hu Yaobang,  secrétaire général du Parti communiste chinois de 1980 à 1987, mène une tournée d'inspection au Tibet. À l'issue de celle-ci il propose six mesures pour résoudre la question tibétaine. Pendant les années 1980, les modérés du parti communiste chinois frayent la voie à une utilisation accrue de la langue tibétaine, à la reconstruction des bâtiments religieux (débouchant dans certaines régions sur un plus grand nombre de temples aujourd'hui qu'avant 1951) et à l'encouragement de la culture tibétaine. 
Au milieu des années 1980, le Tibet s’ouvre au tourisme, les voyageurs peuvent entrer en Chine en franchissant la frontière népalaise en de nombreux points, il n’y a plus de contrôle du gouvernement central ni d’obligation de passer par Pékin. Cette ouverture est inégalée presque partout dans les régions himalayennes. Profitant de la politique libérale en matière religieuse adoptée par Wu Jinghua, le nouveau premier secrétaire du parti au Tibet, les Tibétains se mettent pour la première fois à afficher publiquement des photos du dalaï-lama. La photo du dalaï-lama est désormais vendue ouvertement à des étals dressés devant le Temple du Jokhang à Lhassa
Selon Laurent Deshayes et Frédéric Lenoir, l'éviction politique en 1987  puis le décès de Hu Yaobang en 1989  « brisent ce timide élan réformateur ».

## Le plan de paix en cinq points pour le Tibet
Pour sortir de cette impasse le dalaï-lama présente en 1987 son Plan de paix en cinq points pour le Tibet qui propose : 
1. la transformation de l'ensemble du Tibet en une zone de paix ;
2. l'abandon par la Chine de sa politique de transfert de population qui met en danger l'existence des tibétains en tant que peuple ;
3. le respect des droits fondamentaux et des libertés démocratiques du peuple tibétain ;
4. la restauration et la protection de l'environnement naturel du Tibet, ainsi que cessation par la Chine de sa politique d'utilisation du Tibet dans la production d'armes nucléaires et pour y ensevelir des déchets nucléaires ;
5. l'engagement de négociations sérieuses à propos du statut futur du Tibet et des relations entre les peuples tibétain et chinois.

Le plan est refusé par les Chinois, les manifestations de soutien au dalaï-lama sont violemment réprimées. Le dalaï-lama reformulera ce plan le 15 juin 1988 au Parlement européen de Strasbourg, officialisant ainsi une proposition de négociation. Ainsi il déclara : « Ma proposition, qui a été ensuite connue sous le nom « d'approche de la voie médiane » ou de « proposition de Strasbourg » consiste à envisager pour le Tibet une véritable autonomie dans le cadre de la République populaire de Chine. Il ne doit pas s'agir, cependant, de l'autonomie sur papier qui nous avait été imposée il y a cinquante ans dans l'accord en 17 points, mais d'une autonomie réelle, d'un Tibet qui s'autogouverne véritablement, avec des Tibétains pleinement responsables de leurs propres affaires intérieures, y compris l'éducation de leurs enfants, les questions religieuses, les questions culturelles, la protection de leur environnement délicat et précieux et l'économie locale. Pékin continuerait à assumer la responsabilité de la conduite des affaires étrangères et de la défense ». 
La Chine refuse de reprendre le dialogue considérant que le dalaï-lama souhaite négocier l'indépendance du Tibet.

## Troubles (1987-1993)
Baogang He et Barry Sautman font état de la tenue à Lhassa de deux douzaines de manifestations à la fin des années 1980 et au début des années 1990. Ils avancent le chiffre de douzaines de personnes tuées et de centaines d'autres arrêtées mais ils affirment que les manifestants ont tué plusieurs agents de police et se sont livrés à des lynchages et ont causé des incendies dont les victimes étaient des civils Han.
Selon ces auteurs, les émeutes à Lhassa intervinrent après que la République populaire de Chine eut fait droit, fin 1986, aux principaux griefs des Tibétains concernant les freins à la pratique religieuse, la migration des Han et autres sujets. Nombre de Tibétains en étaient venus à accepter la place du Tibet dans la Chine et un consensus se dessinait entre Pékin et les élites tibétaines. En réaction, les émigrés et leurs partisans lancèrent une campagne d'internationalisation impliquant le déroulement de manifestations à Lhassa (il reste toutefois à établir si celles-ci ont été commanditées ou inspirées depuis l'extérieur).
Le nouveau gouverneur chinois du Tibet Hu Jintao, surnommé le « boucher de Lhassa » par les militants de la « cause tibétaine » ,,,, fait alors venir des milliers de soldats contre l'avis de Zhao Ziyang. Après plusieurs jours de manifestations des Tibétains contre le pouvoir chinois et une douzaine de victimes parmi les manifestants selon les autorités (450 victimes selon Tang Daxian, un ancien journaliste chinois en exil, cité par le New York Times), Hu Jintao décrète la loi martiale le 7 mars 1989. Trois mois plus tard et à la suite de la mort de Hu Yaobang le 15 avril 1989 ce sont les manifestations de la place Tian'anmen à Pékin et la répression du gouvernement chinois. La politique libérale est terminée en Chine.

## Disparition du10epanchen-lama
Hu Yaobang est écarté du pouvoir chinois en 1987. Selon le gouvernement tibétain en exil, en janvier 1989, au Tibet, quelques jours après un discours historique critiquant la politique chinoise et affirmant sa loyauté envers le 14e dalaï-lama, le 10e panchen-lama décède d'une crise cardiaque à Shigatsé, à l'âge de 50 ans. Les exilés tibétains disent qu'il a peut-être été empoisonné. Le panchen-lama aurait notamment déclaré que « le progrès apporté au Tibet par la Chine ne saurait compenser la somme de destructions et de souffrances infligées au peuple tibétain » (citation rapportée par le 14e dalaï-lama le 10 mars 1999), et que « s'il y avait certainement eu des changements depuis la Libération, le prix payé pour ces changements était plus grand que les gains obtenus » (citation rapportée par le quotidien China Daily le 25 janvier 1989 selon l'association Campagne internationale pour le Tibet).
À l'automne 1989, le 14e dalaï-lama reçoit le Prix Nobel de la paix pour sa lutte non-violente pour la libération du Tibet, basée sur la tolérance et le respect mutuel, ce qui exaspère le gouvernement chinois.

## Rejet de la politique libérale de Hu Yaobang et de Wu Jinghua
Le 19 octobre 1989, au cours d'une réunion du Politburo, Beijing dévoile sa nouvelle ligne politique : 1/ rejet de la libéralisation ; 2/ rétablissement de l'ordre public par la répression ; 3/ développement économique accéléré de la région ; 4/ marginalisation du dalaï-lama. C'est le rejet de la politique libérale de Hu Yaobang et de Wu Jinghua qui visait à gagner la loyauté des Tibétains : elle est vue comme renforçant le sentiment nationaliste et menant aux émeutes ethniques. La nouvelle ligne politique, dite « saisir des deux mains », comporte un premier volet, économique — développement accéléré au moyen de subventions et d'investissements massifs de l'État — et un deuxième volet, politique — maintien inflexible de l'ordre public en faisant appel à la police, à l'armée et aux agences de sécurité. S'y ajoute un troisième volet constitué par les campagnes politiques de mobilisation de masse et d'endoctrinement idéologique.

## Sinisation et modernisation (1988-2008)
Pékin décide de venir à bout des résistances tibétaines en intervenant sur la démographie, la langue et l'économie du Tibet. Plusieurs mesures sont engagées.
- Selon le journaliste Jean-Paul Ribes, président du Comité de soutien au peuple tibétain, les Han sont incités à venir peupler la RAT[60] : aides fiscales importantes, gratuité de la scolarité, assouplissement de la politique de l'enfant unique... En 2008 les Tibétains sont devenus largement minoritaires à Lhassa, mais aussi dans les provinces traditionnelles du Kham, et de l'Amdo.
- La langue chinoise est imposée dans l'administration et les études supérieures sont possibles uniquement en langue chinoise[61].
- Sur le plan économique la Chine a investi, depuis le début des années 1990, des milliards de dollars pour désenclaver le Tibet, il est ainsi possible de relier Pékin à Lhassa en 48 heures par le chemin de fer.
- À Lhassa les vieux quartiers Tibétains sont rasés pour construire des bâtiments respectant les normes chinoises[62].
- Selon la sinologue Françoise Robin des campagnes de rééducation patriotique et politique sont mises en place dans les monastères de la Région autonome du Tibet dès 1995. Il y est donné des « cours de marxisme-léninisme, de maoïsme et de socialisme à la chinoise, d’histoire patriotique « nationale » et, surtout, dénonciation forcée du Dalaï-lama »[63].

Ces mesures incitent divers observateurs occidentaux à parler de « sinisation ».
Dans un article de l'agence Chine nouvelle qui lui est consacré, le sinologue et ethnologue allemand Ingo Nentwig, ancien directeur du département de recherche du Musée d'ethnologie de Leipzig, exclut une assimilation systématique du Tibet par des implantations de Han. À Lhassa, si les Han représentent 50 % de la population, il s'agit surtout de résidents temporaires : soldats qui quitteront le Tibet une fois démobilisés, ouvriers travaillant sur des projets routiers ou ferroviaires, responsables désignés, par rotation, pour travailler au Tibet et qui le quittent à l'expiration de leur tour, commerçants et restaurateurs n'ayant pas l'intention de s'établir définitivement. En dehors de Lhassa, on rencontre rarement un Han. Ingo Nentwig rapporte qu'à l'époque de ses recherches sur le Yak en 2002, il y avait 20 à 30 Han seulement parmi les 50 000 à 60 000 Tibétains du district étudié. « Même en prenant en considération les résidents temporaires, les Han ne représentent que 20 à 25 % de la population et les Tibétains 75 à 80 % ».
En règle générale, les Han ne sont guère chauds pour s'installer au Tibet : les enfants y sont victimes d'œdèmes pulmonaires tandis que les adultes souffrent du mal d'altitude , le plateau tibétain étant à 4 000 m au-dessus du niveau de la mer. La faible pression et la raréfaction de l'oxygène ne permettent pas à des gens venant d'autres régions que le Tibet d'y rester très longtemps.

## Événements de Lhassa (mars 2008)
En mars 2008, des manifestations de moines tibétains ont lieu à Lhassa, débouchant le 14 mars sur des émeutes violentes dans la capitale et entraînant une répression du gouvernement chinois et des réactions de la scène internationale. Lors des émeutes, magasins et restaurants (nombre d'entre eux tenus par des musulmans et certains par des Tibétains de souche) sont attaqués et détruits par des bandes d'émeutiers. Les biens de  Tibétains sont également touchés : au marché de gros de Tsomtsikhang, 21 maisons et 4 magasins appartenant à des Tibétains de souche sont incendiés,.
Le 22 mars 2008, Wang Lixiong (mari de la poétesse Tibétaine Woeser), Liu Xiaobo (prix Nobel de la paix 2010) et 28 intellectuels chinois lancent un appel pour demander au gouvernement d'infléchir sa politique au Tibet et pour soutenir l'appel à la paix du dalaï-lama .

## Immolations (2011-2012)
Tenzin Phuntsok, un ancien moine du monastère de Karma, âgé de 46 ans, s'est immolé le 1er décembre et meurt le 6 décembre 2011 à l'hôpital de Chamdo,. Selon l'agence Chine nouvelle et Radio Free Asia, deux jeunes moines tibétains se sont auto-immolés par le feu le 27 mai 2012 à Lhassa. L'un est mort et l'autre, originaire d’Aba, une zone tibétaine de la province du Sichuan, est grièvement blessé,. Selon Radio Free Asia, un jeune Tibétain de 22 ans s'est auto-immolé le 7 juillet dans le district de Damshung (Dangxiong, en chinois) proche de Lhassa. Transporté à l'hôpital, il y serait décédé.
Selon le tibétologue Robert Barnett dès 2008, l’année où ont éclaté des protestations dans la région autonome du Tibet, « l’étau s’est encore resserré ». Les autorités chinoises ont envoyé 21 000 cadres du Parti communiste dans 5 400 villages « à des fins de propagande ». Les photos du dalaï-lama ont été interdites. Les membres du Parti se sont installés dans les monastères pour imposer aux moines des séances de rééducation patriotique. Il existe un lien direct entre les interventions des autorités chinoises et les immolations de Tibétains. Lors d'une visite à Lhassa, Li Changchun a demandé aux autorités locales d'engager des actions de propagandes contre l'opposition tibétaine.

## Camps de travail
Un certain nombre de camps de travail ont été établis dans la région autonome du Tibet. Selon un rapport de septembre 2020 de l'anthropologue allemand Adrian Zenz, plus de 500 000 Tibétains ont été contraints d’intégrer ces « camps de formation militarisés »,.